# Fermanville
Fermanville és un municipi francès situat al departament de la Manche i a la regió de Normandia. L'any 2007 tenia 1.417 habitants.

## Demografia

### Població
El 2007 la població de fet de Fermanville era de 1.417 persones. Hi havia 608 famílies de les quals 164 eren unipersonals (72 homes vivint sols i 92 dones vivint soles), 220 parelles sense fills, 188 parelles amb fills i 36 famílies monoparentals amb fills.
La població ha evolucionat segons el següent gràfic:
Habitants censats

### Habitatges
El 2007 hi havia 1.074 habitatges, 619 eren l'habitatge principal de la família, 401 eren segones residències i 54 estaven desocupats. 964 eren cases i 4 eren apartaments. Dels 619 habitatges principals, 506 estaven ocupats pels seus propietaris, 94 estaven llogats i ocupats pels llogaters i 19 estaven cedits a títol gratuït; 5 tenien una cambra, 53 en tenien dues, 101 en tenien tres, 133 en tenien quatre i 327 en tenien cinc o més. 485 habitatges disposaven pel capbaix d'una plaça de pàrquing. A 255 habitatges hi havia un automòbil i a 306 n'hi havia dos o més.

### Piràmide de població
La piràmide de població per edats i sexe el 2009 era:
| Homes | Edats   | Dones |
| ----- | ------- | ----- |
| 0     | 95 o +  | 0     |
| 4     | 90 a 94 | 8     |
| 8     | 85 a 89 | 28    |
| 16    | 80 a 84 | 16    |
| 28    | 75 a 79 | 32    |
| 32    | 70 a 74 | 36    |
| 36    | 65 a 69 | 36    |
| 36    | 60 a 64 | 44    |
| 8     | 55 a 59 | 24    |
| 68    | 50 a 54 | 56    |
| 24    | 45 a 49 | 36    |
| 72    | 40 a 44 | 36    |
| 52    | 35 a 39 | 72    |
| 76    | 30 a 34 | 40    |
| 48    | 25 a 29 | 48    |
| 16    | 20 a 24 | 12    |
| 36    | 15 a 19 | 32    |
| 52    | 10 a 14 | 40    |
| 64    | 5 a 9   | 56    |
| 40    | 0 a 4   | 40    |

## Economia
El 2007 la població en edat de treballar era de 901 persones, 641 eren actives i 260 eren inactives. De les 641 persones actives 581 estaven ocupades (312 homes i 269 dones) i 60 estaven aturades (28 homes i 32 dones). De les 260 persones inactives 130 estaven jubilades, 68 estaven estudiant i 62 estaven classificades com a «altres inactius».

### Ingressos
El 2009 a Fermanville hi havia 623 unitats fiscals que integraven 1.447,5 persones, la mediana anual d'ingressos fiscals per persona era de 19.886 €.

### Activitats econòmiques
Dels 30 establiments que hi havia el 2007, 1 era d'una empresa alimentària, 1 d'una empresa de fabricació d'altres productes industrials, 4 d'empreses de construcció, 7 d'empreses de comerç i reparació d'automòbils, 2 d'empreses de transport, 6 d'empreses d'hostatgeria i restauració, 1 d'una empresa d'informació i comunicació, 1 d'una empresa financera, 1 d'una empresa de serveis, 4 d'entitats de l'administració pública i 2 d'empreses classificades com a «altres activitats de serveis».
Dels 5 establiments de servei als particulars que hi havia el 2009, 1 era una funerària, 1 fusteria, 1 lampisteria i 2 restaurants.
L'únic establiment comercial que hi havia el 2009 era una fleca.
L'any 2000 a Fermanville hi havia 26 explotacions agrícoles que ocupaven un total de 280 hectàrees.

## Equipaments sanitaris i escolars
El 2009 hi havia una escola elemental.

## Poblacions més properes
El següent diagrama mostra les poblacions més properes.